# 불가리아 육군
불가리아 육군(불가리아어: Сухопътни войски на България)은 불가리아군의 지상전 부대이다. 불가리아 왕국 당시 전쟁부로 알려졌던 국방부가 관리한다. 육군은 1878년 반오스만 민병대로 구성되어 불가리아군의 유일한 분파였다.
육군은 불가리아 역사의 대부분을 통틀어 징집병으로 구성되어 있었다. 제1차 세계 대전 동안 불가리아의 총 인구 약 400만 명 중 100만 명 이상의 군대를 파병했다. 1946년부터 1990년까지 2년간 징병제를 실시했으나 1990년대에 감형되었다. 2008년에 모든 지부에 대한 징병제가 종료되었다. 그 이후로 육군은 자원봉사자이다. 불가리아 육군은 아프가니스탄, 보스니아 헤르체고비나, 코소보에 평화유지 임무를 수행하고 있다.
2004년 이래로, 육군은 지속적인 구조조정 과정에 있다. 가장 최근의 개혁으로 여단은 연대로 축소되었고, 몇몇 수비대와 여단은 해산되었다.

## 기능
육군은 기능적으로 '활동군'과 '예비군'으로 나뉜다. 그들의 주요 기능은 억제, 국방, 평화 지원, 위기 관리, 인도주의 및 구조 임무, 불가리아 사회 내의 사회적 기능을 포함한다.
활동군은 주로 평화유지군과 방어 임무를 수행하며, 배치군, 즉시대응군, 주방위군으로 나뉜다. 예비군은 강화군, 영토 방어군, 훈련장으로 구성되어 있다. 그들은 계획과 예비군 준비, 군비와 장비 저장, 활성 병력 회전 또는 인원 증가를 위한 대형 훈련을 다룬다.
평시에는 육군이 영구적인 전투 및 동원 준비를 유지한다. 그들은 불가리아가 가입한 국제 조약에 따라 다국적 군사 조직의 일부가 되고, 인구, 국가 경제, 전시 예비비 및 국방을 위한 국가 기반 시설의 유지에 참여한다.
위기 상황에서 육군의 주요 임무는 테러 행위에 대응하는 작전에 참여하고 전략 시설(원자력 발전소 및 주요 산업 시설 등)을 방어하는 것이며, 보안군의 대량살상무기 확산 방지를 지원하는 것이다, 불법 무기 거래와 국제 테러이다. 중저강도 군사적 충돌이 발생할 경우 국토방위군 소속 현역부대가 참여해 국토의 보전과 주권 수호를 위한 초기 임무를 수행한다. 고도의 군사적 충돌이 발생할 경우, 육해군과 공군은 침략에 대응하고 영토 보전과 국가 주권을 보호하는 것을 목표로 한다.

## 역사
1878년 7월 22일(7월 10일) 해방 전쟁에 참여한 12개 대대의 오팔첸치가 불가리아군을 창설했다. 타르노보 헌법에 따르면, 21세에서 40세 사이의 모든 남성들은 군복무를 할 수 있었다. 1883년 육군은 4개 보병여단(소피아, 플레벤, 루세, 슈멘)과 1개 기병여단으로 재편성되었다.

### 초창기
1885년 불가리아의 통일로 불가리아는 영토 면에서 가장 큰 발칸 국가가 되었고, 이는 세르비아와 그리스에서 영토 보상을 요구하는 반대 의견을 촉발시켰다. 그리스 측의 동요가 진정되는 동안 세르비아는 오스트리아-헝가리의 지원을 받아 불가리아에 대한 군사 작전을 개시했다. 세르비아군은 전쟁이 빨리 끝날 것을 예상하고 손실을 입었고, 당시 대위보다 높은 계급의 장교가 없었던 불가리아군에게 밀려났다.< 불가리아는 당시 군국주의 정책 때문에 "발칸 프로이센"으로 불렸다.